# ロジャック
- ロジャック
- ルジャック
- ロジャッ
- ロジャ

ロジャック（マレー語：Rojak）あるいはルジャック（インドネシア語：Rujak）はジャワ島が起源のサラダの一種で、インドネシア、マレーシア、シンガポール、ブルネイなどでよく食されている。この3カ国で最もよく知られているレシピは、スライスした果物と野菜をまぜてスパイシーなパームシュガードレッシングをかけるというものである。トウガラシ、パームシュガー、ピーナッツで作る甘辛でスパイシーなドレッシングのため、よくピリっとしたスパイシーなフルーツサラダであると説明される。インドネシアのものを日本語で表記する際はルジャックあるいはロジャック、マレーシアやシンガポールのものを日本語で表記する際はロジャックあるいはロジャッ、ロジャなどと呼ばれる。とくにインドネシアで広く食されており、インドネシア料理ではレシピにたくさんのバリエーションがある。一般的に具材は非常に多様で、甘辛いドレッシングが決め手とされる。果物と野菜で作ることが多く、ピリっとした甘いドレッシングにはシュリンプペーストを加えることもある。魚介類や肉が入ることもある。

## 語源

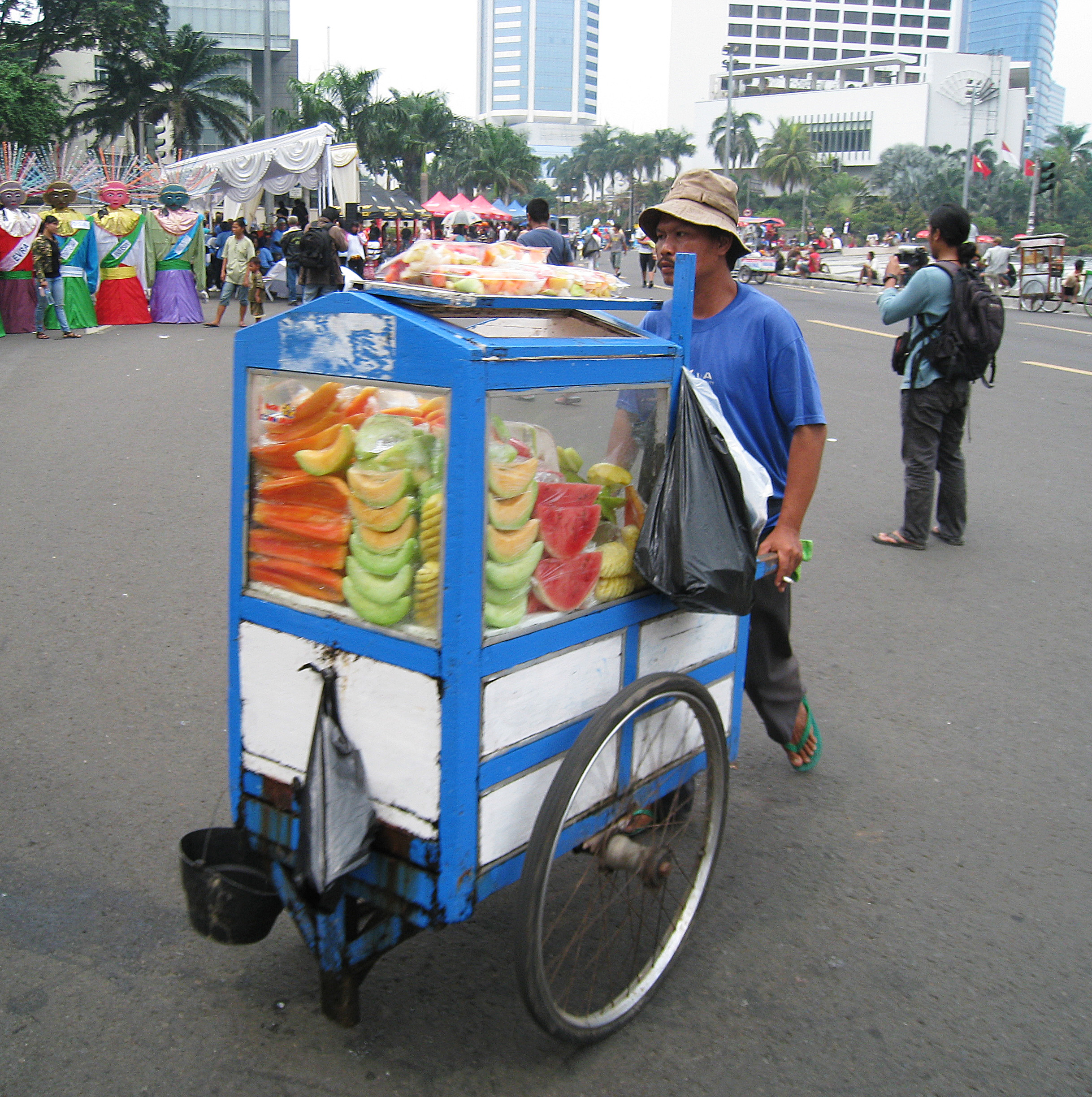
果物ロジャックの移動販売（ジャカルタ）

ジャワ島で非常に古くから食されている料理であり、地元では「ルジャック」(rujak) と呼ばれている。「ルジャック」という言葉はジャワの中央部で見つかった古マタラム王国の時代の古ジャワ語のタジ刻文（901年）にある言葉「ルルジャック」(rurujak) に由来する。
ジャワ人のディアスポラやジャワ島に住んでいたインド人の子孫により、この料理は後に他の地域や近隣諸国にも導入され、マレーシアやシンガポールでは「ロジャック」(rojak) と呼ばれるようになっている。

## 文化的な位置づけ

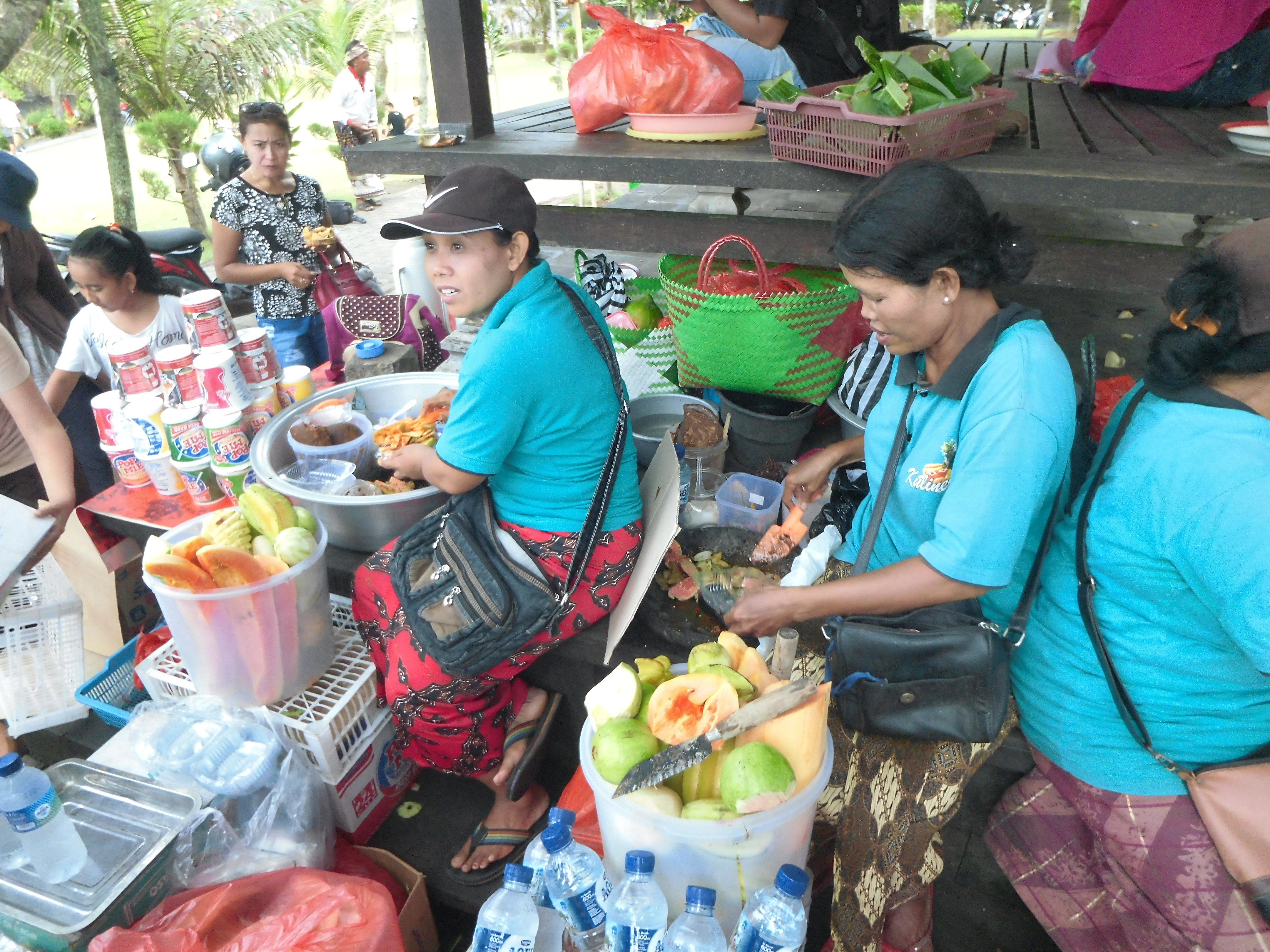
果物ロジャックの販売（バリ島）

インドネシアでは、とりわけジャワ人の間で甘くスパイシーで酸っぱいルジャックの味は妊娠向きだとされ、熟していないマンゴーその他の酸っぱい果物を欲しがる傾向はジャワ語で "ngidham" あるいは "nyidham" と呼ばれている。ジャワの文化では、ルジャックはナロニ・ミトニやトジュ・ブラン（「7箇月」を意味する）と呼ばれる伝統的な出産前の儀礼に不可欠であり、出産を控えた妊婦に対して、分娩が安全で滞りなくうまくいくように願うものとして供される。この時には特別な果物のルジャックが作られ、出産を控えた妊婦と主にその女性の友人からなるお客に出される。この儀礼で食べるロジャックのレシピはインドネシアの通常のルジャックに似ているが、果物は薄切りではなく粗く刻み、ブンタンを必ず入れる点が異なる。全体的に甘い味付けになれば生まれる子どもは女の子、スパイシーであれば男の子だという言い伝えがある。

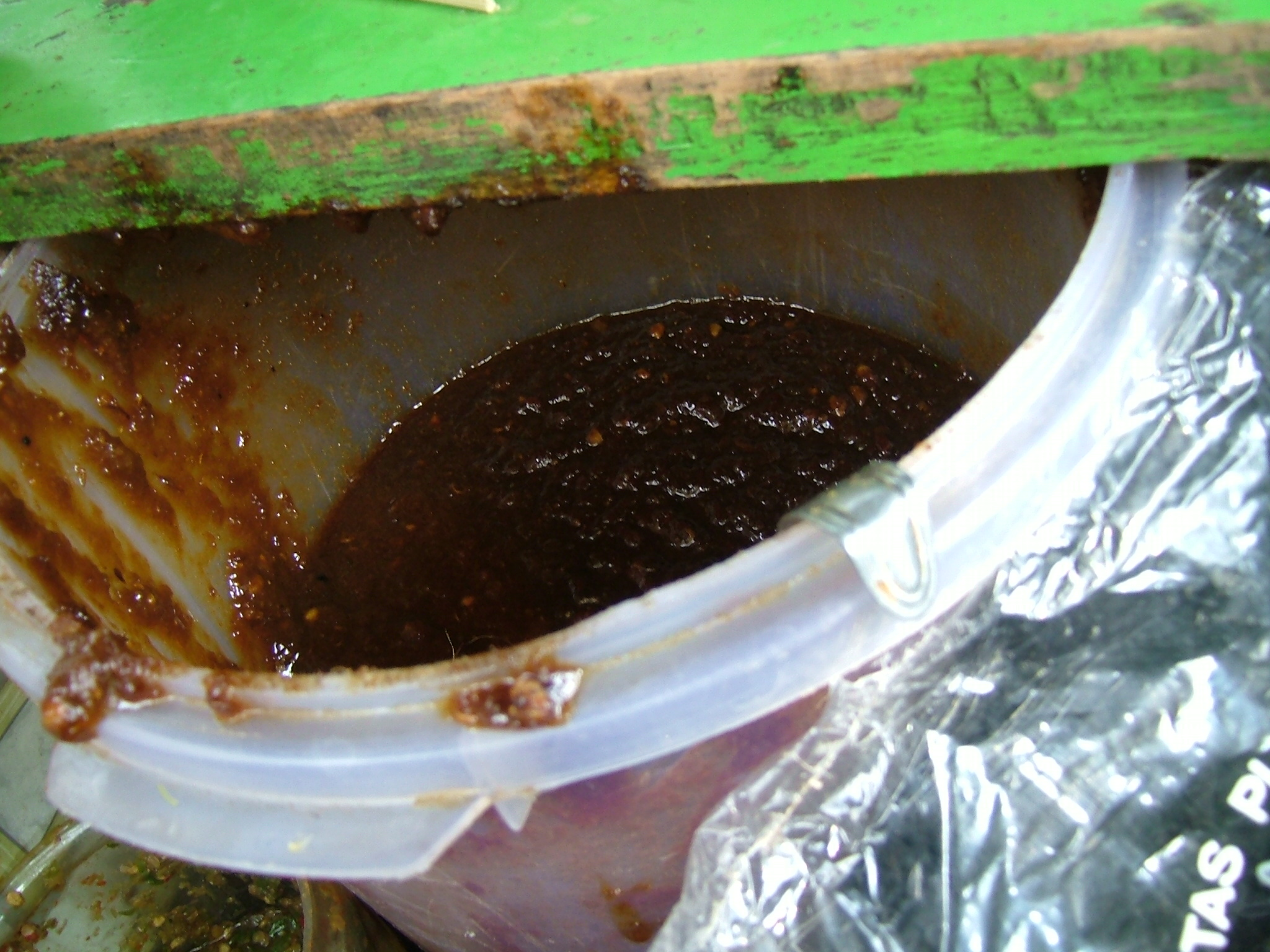
ロジャックに使う甘いソース。パームシュガー、タマリンド、ピーナッツ、トウガラシからできている。

インドネシアの北スマトラ州タパヌリにあるマンダイリン人が住む地域では、ルジャック作りは収穫の後に行う特別なイベントであり、通常、ルジャックを作って食べるのに村の全員が参加する。
マレーシアやシンガポールでは「ロジャック」は折衷的な混合を指す口語表現としても使われており、とくにマレーシアやシンガポールの社会の他民族的な特徴を記述する時にも使われる言葉である。

## インドネシアのルジャック

### ルジャック・ブア

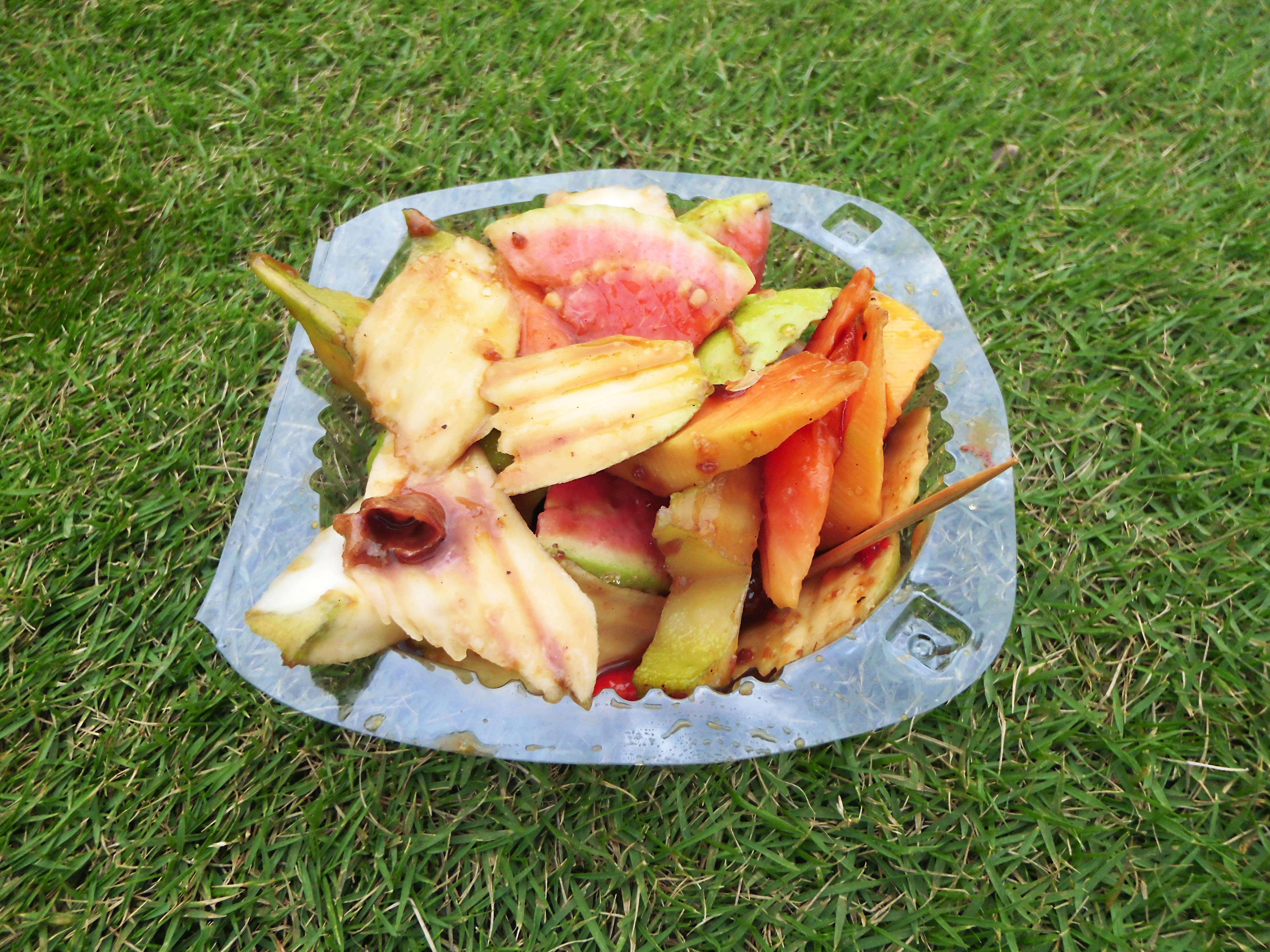
季節の果物を使ったインドネシアのルジャック

ルジャック・ブアはシンプルなフルーツサラダであり、パパイヤ、マンゴー、ヒカマ、ミズレンブなどにスパイシーなドレッシングをかけて食べる。ルジャックによく使われるヒカマは根菜だが、ナシやリンゴなどの果物に似た味がする。

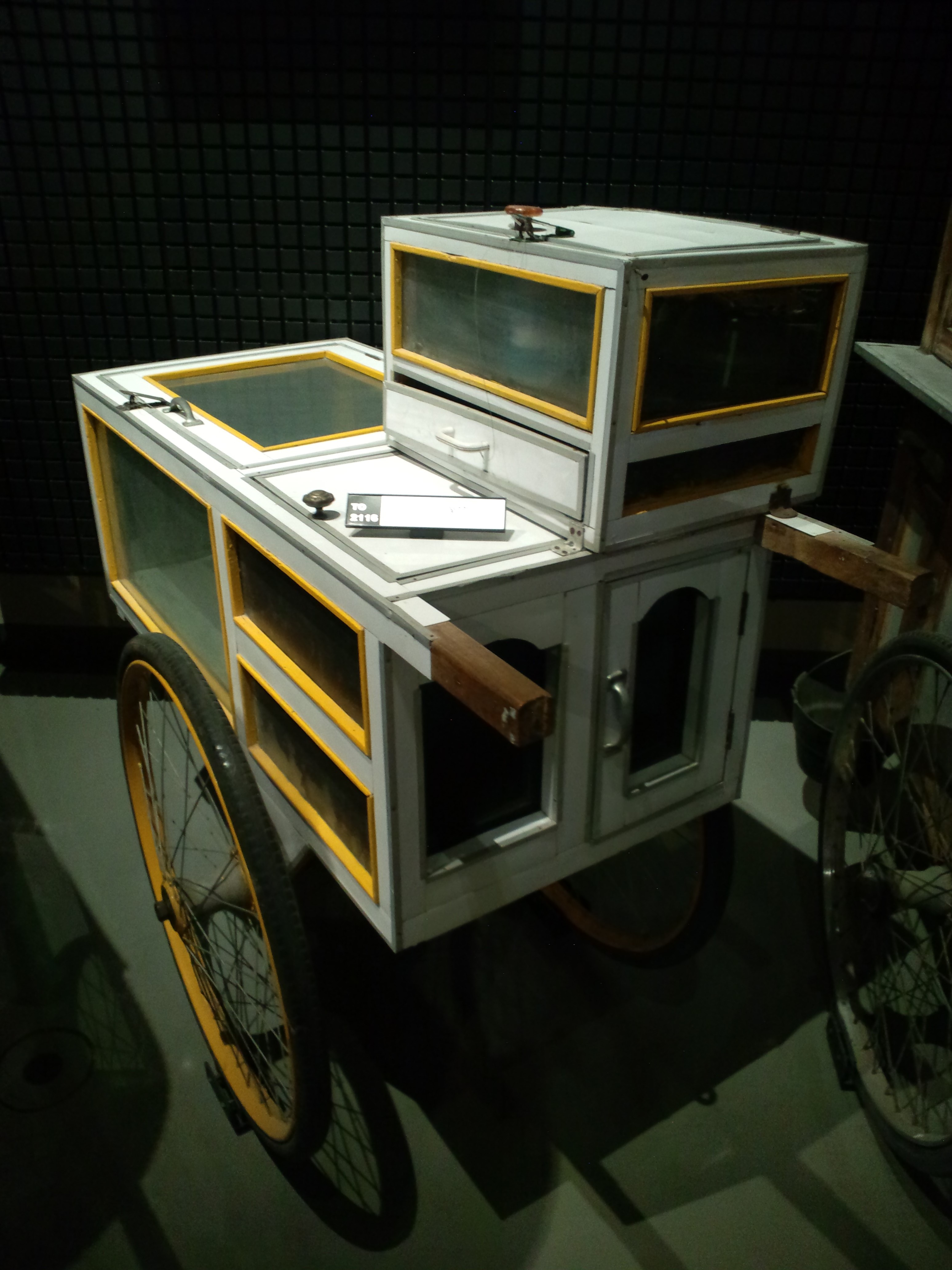
日本の国立民族学博物館に展示されているインドネシアのルジャックの屋台

### ルジャック・ベベック

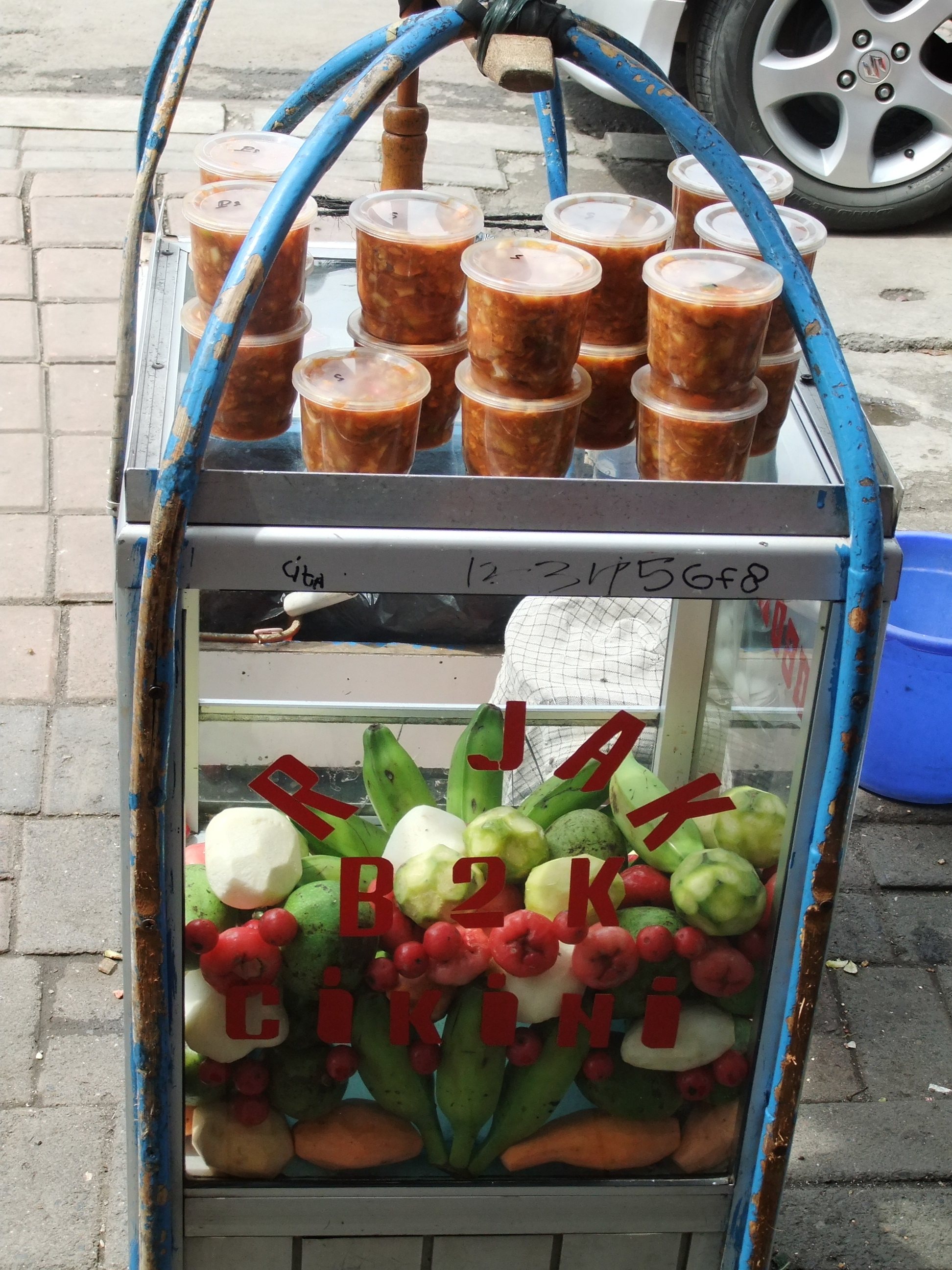
ルジャック・ベベック

ジャワ島西部で食されている果物を使ったルジャックである。ルジャック・ベベックでは材料を細かくしたり、つぶしたりする。バナナの仲間であるピサン・バトゥやタマリンドジュースなどが使用されることがある。 

### ルジャック・ウ・グロ
アチェ州の名物料理で、熟していない柔らかいココナッツの果肉、熟していない緑のパパイヤ、赤鳥の目トウガラシ、砂糖、パームシュガー、氷、塩、少量のライムで作り、冷たくして食す。

### ルジャック・クア・ピンダン

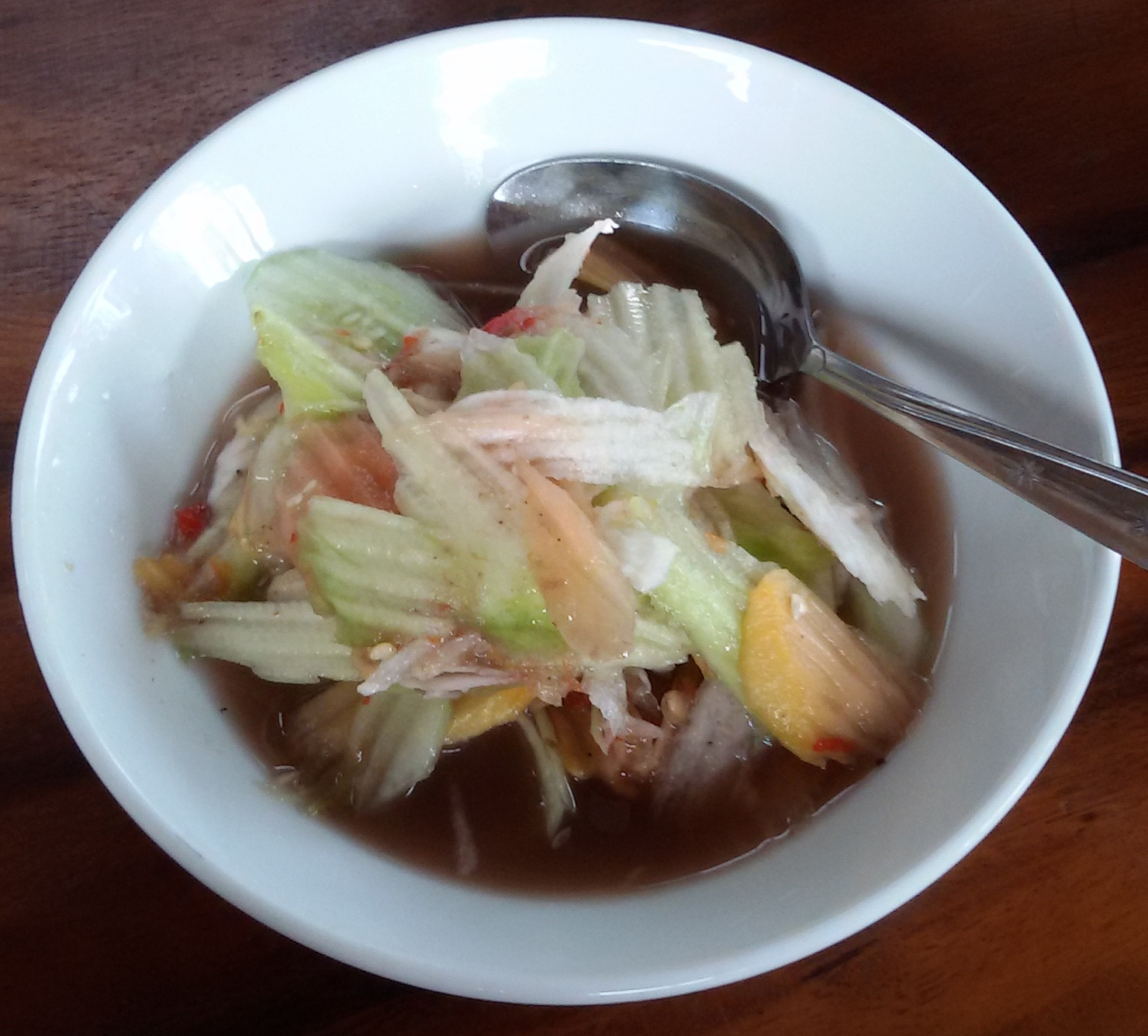
ピンダン魚出汁から作る、薄く、甘くてスパイシーなソースを使ったルジャック・クア・ピンダン

ルジャックはバリ島では屋台で買う食べ物として人気がある。バリのルジャックは通常のルジャックのドレッシングではなく、果物をスパイスを使った魚の出汁につける。この出汁はテラシ（発酵シュリンプペースト）、塩、赤鳥の目トウガラシ、赤トウガラシ、ピンダンで調理した魚のスープからなる。

### ルジャック・チングル

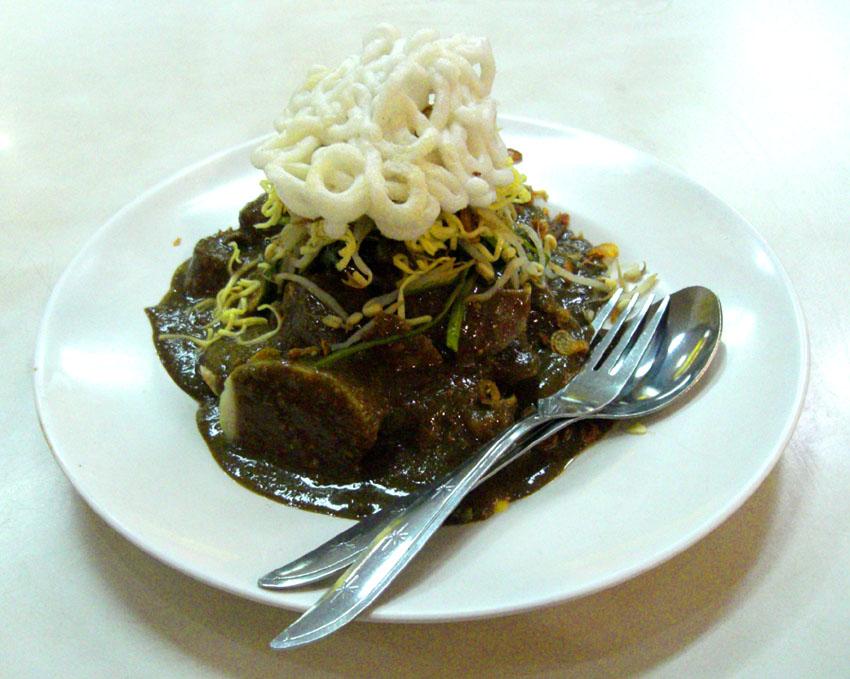
水牛の口の肉で作るルジャック・チングルはスラバヤ名物である。

「チングル」とはジャワ語で「口」を意味する。ルジャック・チングルはスラバヤ発祥である。東ジャワ州の特産であるこのルジャックは「肉の」味が強い。水牛か牛の唇肉のスライス、ヒカマ、熟していないマンゴー、パイナップル、きゅうり、空心菜、ロントン、豆腐、テンペなどを用い、ペティス（黒い発酵シュリンプペースト）とつぶしたピーナッツであえる。揚げたエシャロットとクルプックを上にあしらう。

### ルジャック・ジュヒ

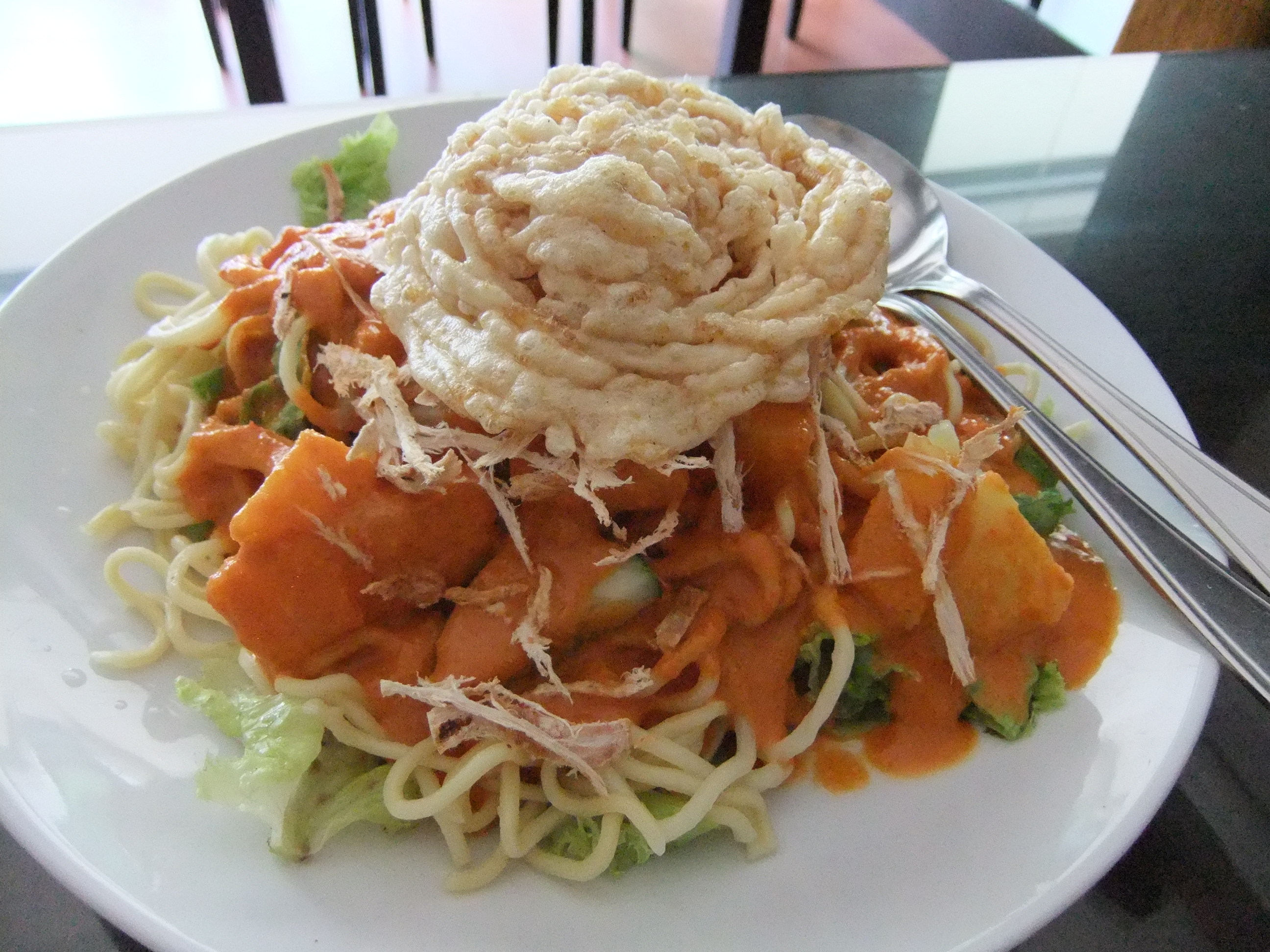
クルプックをのせたルジャック・ジュヒ

ジュヒとはインドネシア語で塩漬けにしたコウイカを指す。このルジャックには、押し豆腐、ゆでて揚げたジャガイモ、千切りにして揚げた塩漬けコウイカ、きゅうり、麺、レタス、キャベツ、ピーナッツソース、酢、トウガラシ、揚げたニンニクが入る。この料理はジャカルタのコタトゥア地区の中国系コミュニティ発祥で、現在はベタウィ風アシナンに近いベタウィ料理になっている。

### ルジャック・シャンハイ

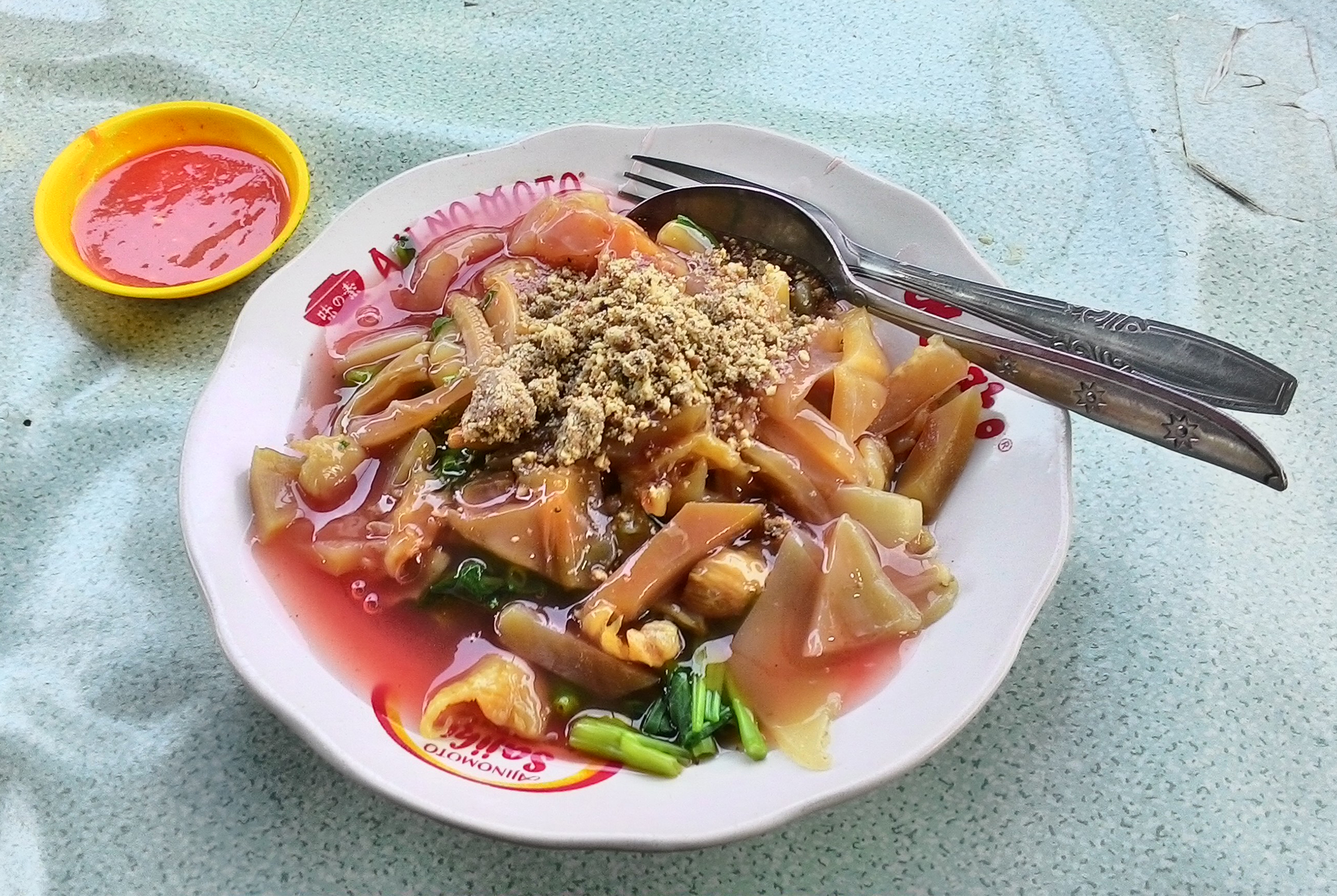
ジャカルタのグロドックのチャイナタウンで出されているルジャック・シャンハイ

インドネシアの中国系コミュニティの料理である。ジャカルタのコタトゥア地区にある「シャンハイ映画館」にちなむ。ルジャック・シャンハイはルジャック・ジュヒ同様魚介類を使う。スライスしたゆでだこや食べられるクラゲ、空心菜をパイナップルジュースをまぜた濃くて赤い甘酸っぱいソースであえ、つぶしてトーストしたピーナッツを加える。通常、チリソースと酢漬けのヒカマを薬味として添える。

### ルジャック・ソト
東ジャワバニュワンギの名物料理であり、牛肉のソトとルジャック・チングルを一緒にしたものである。空心菜やモヤシなどの野菜を入れたルジャックにロントンとペティスのソースをつけ、ソトのスープを注ぐ郷土料理である。1975年にウスニ・ソリヒンが初めて作った。

### ルジャック・エス・クリム
ジョグジャカルタ名物のデザートである。果物のルジャックにココナッツミルクのアイスクリームをつける。サンバルも添える。

## マレーシアとシンガポールのロジャック

### ロジャック・ブア

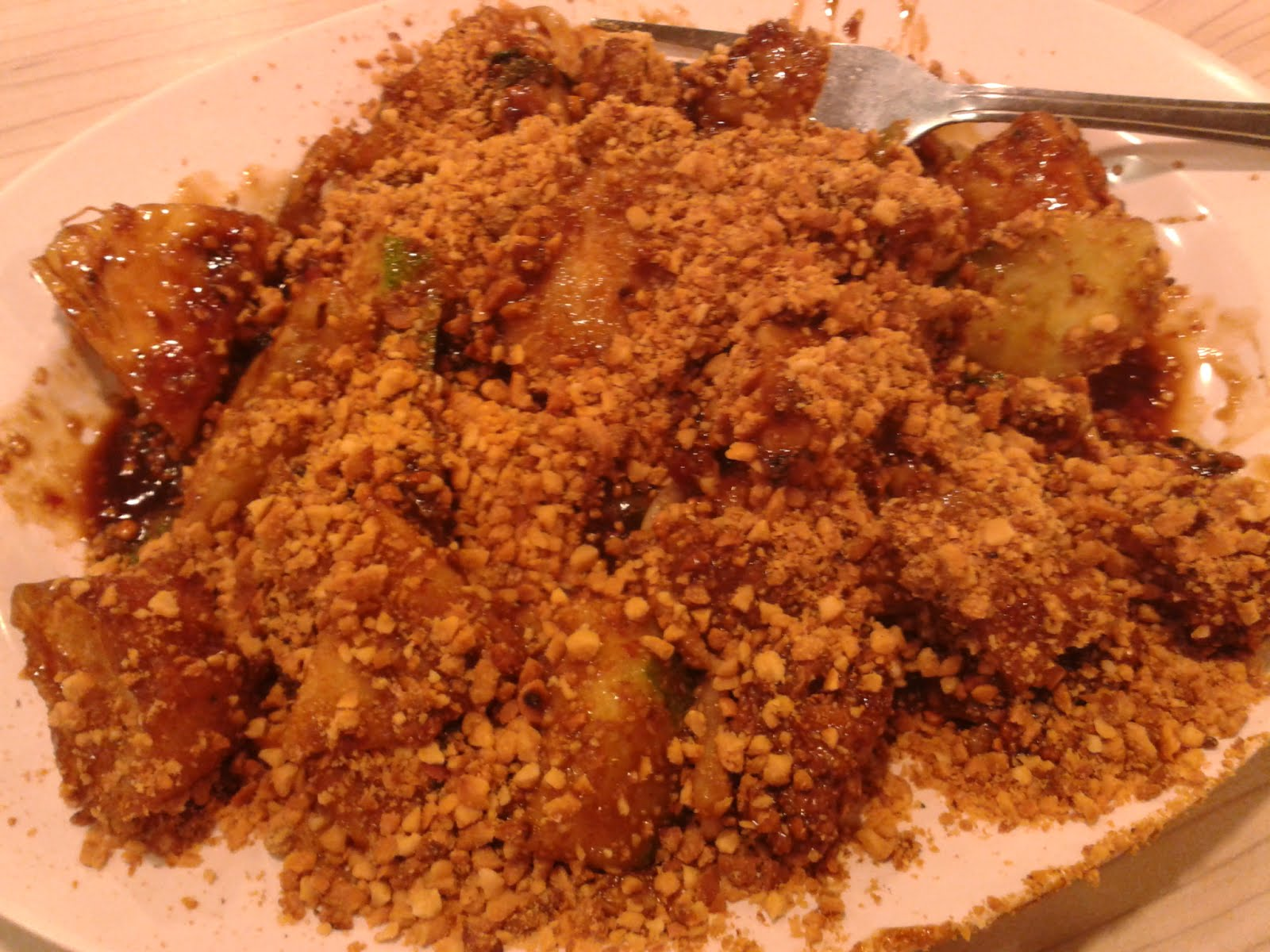
シンガポールの果物を使ったロジャック

マレーシアやシンガポールでは果物のロジャックには通常、きゅうり、パイナップル、ヒカマ、モヤシ、タウポック（揚げ豆腐）、油条が入っている。

### ロジャック・ペナン
マレーシアのペナンで人気のあるレシピで、ミズレンブ、グアバ、イカのフリット、蜂蜜を混ぜ、熟していないマンゴーや緑のリンゴなど酸味のある果物の味を引き立てるが、モヤシや揚げ豆腐は通常、使わない。このロジャックに使うソースやドレッシングは大変濃いことが多く、ほとんどトフィーのような粘度である。

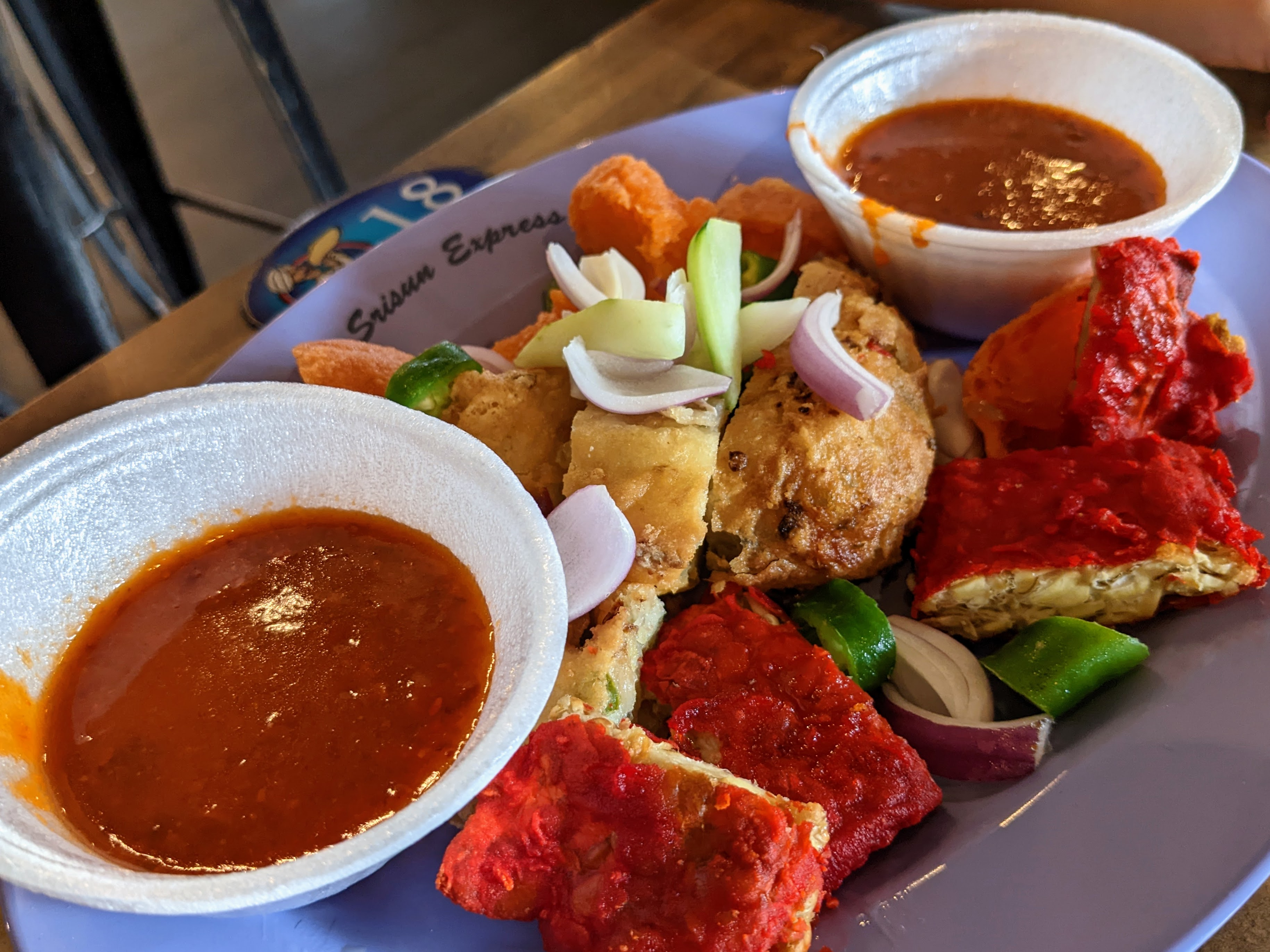
シンガポールのインド風ロジャック・ママック

### ロジャック・ママック
マレーシアのロジャック・ママックはママッストールでよく提供される料理で、茹でたジャガイモや固ゆで卵などが入っている。  

シンガポールのロジャック・ママックにもジャガイモ、固ゆで卵、豆腐、エビのフリッターなどが入っている。ロジャック・ママックを頼むお客はディスプレイから好きなものを選び、中華鍋で温めて細かく切ってもらい、脇に甘くスパイシーなピーナッツとチリのソースを添えてもらってつけて食べる。

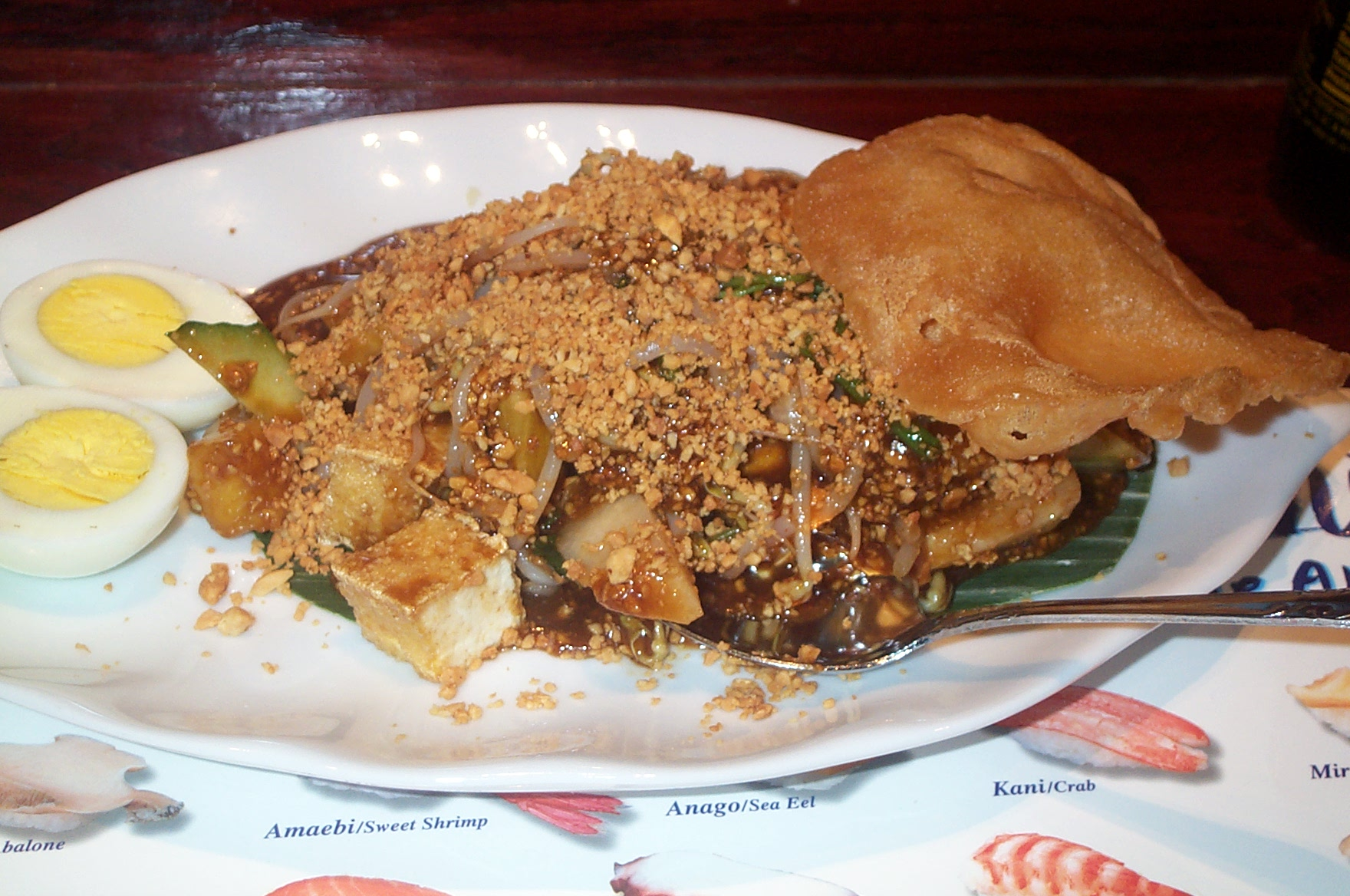
マレーシアのロジャック・ママック

### ロジャック・バンドン
ロジャック・バンドンと呼ばれるシンガポールの料理はコウイカ、空心菜、きゅうり、豆腐、ピーナッツ、トウガラシにソースをつけたものである。ロジャック・バンドンはインドネシアの都市であるバンドンとは無関係で、マレー語で「ペア」という意味である。

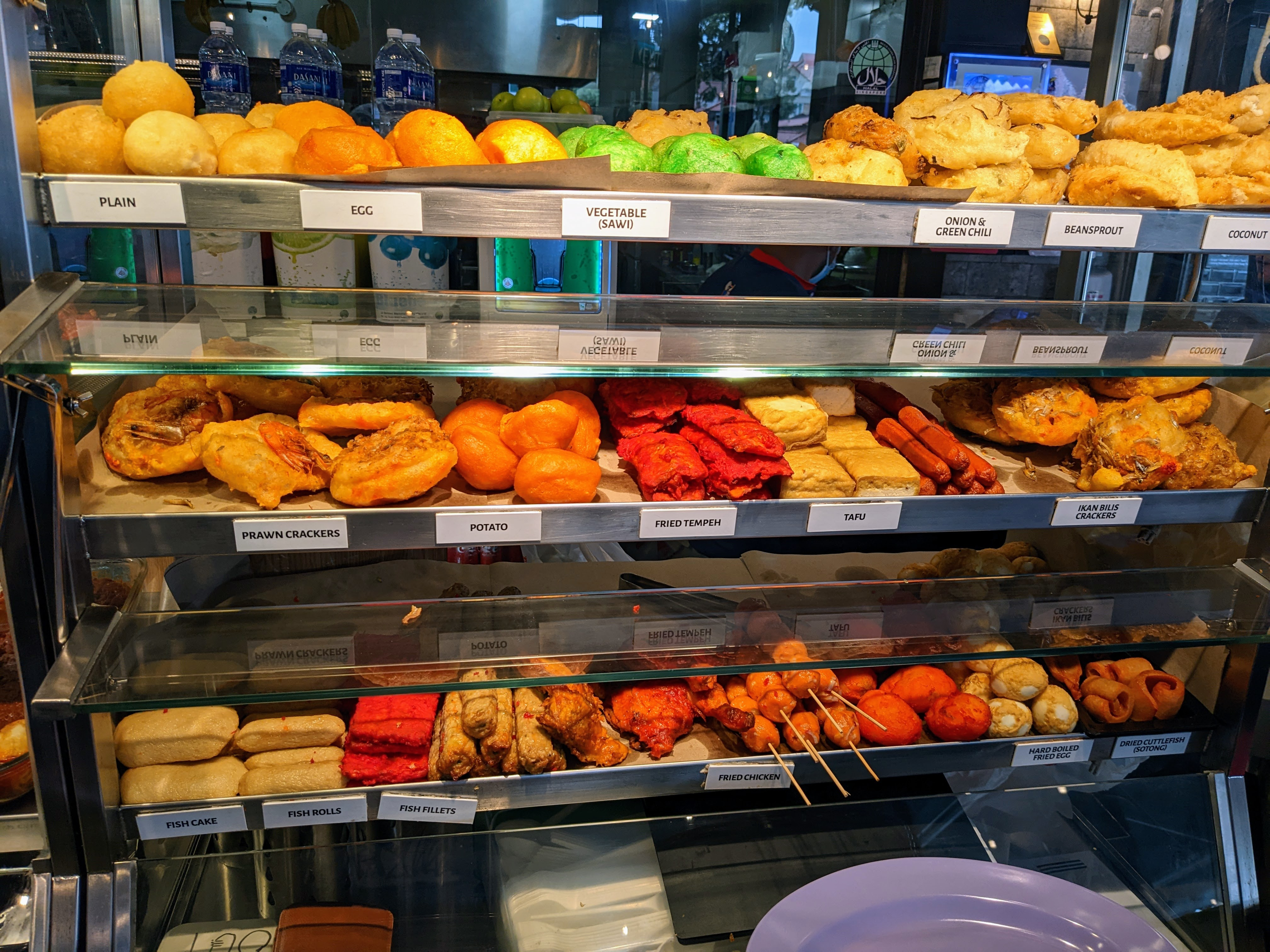
シンガポールのインド風ロジャックに入れる食材